# Коларж, Ондржей (политик)
Ондржей Коларж (чеш. Ondřej Kolář; род. 13 марта 1984, Прага, Чехословакия) — чешский политический деятель и юрист.

## Биография
Родился 13 марта 1984 года в Праге в семье Петра Коларжа будущего дипломата и Ярославы Коларжовой. В связи с дипломатической работой своего отца, молодость прожил в Норвегии, Швеции и Ирландии. После возвращения в Чехию изучал медиа-исследования на факультете социальных наук Карлова университета и право в Западочешском университете в Пльзене. Он также изучил программу международных юридических исследований в Вашингтонском юридическом колледже Американского университета, а также один год изучал германистику в Тринити-колледже в Дублине.
После обучения начал работать в «Нью-Йорском университете в Праге», после чего работал в конгломерате ČEZ.

### Политическая деятельность
В 2010 году вступил в партию TOP 09. С 2011 года стал работать секретарём у председателя партии и тогдашнего министра иностранных дел Карела Шварценберга.
В 2013 году возглавил региональную организацию партии в Праге 6. На муниципальных выборах в 2014 году возглавил список партии, который привёл к победе на выборах и был избран муниципальным депутатом Праги 6. Спустя месяц был избран главой муниципалитета Прага 6.
В 2016 году, высказывался категорически против визита председателя Китая Си Цзиньпина в Прагу, а также против способов приветствия, которые выразились в вывешивании китайского флага на фонарных столбах на улице Европейской, по которой ехал китайский кортеж.
Согласно опросу Phoenix Research, был вторым по популярности мэром Пражских муниципалитетов в 2017 году.
13 мая 2017 года присутствовал на открытии закладного камня будущего памятника Марии Терезии из династии Габсбургов в пражском парке возле Порохового моста в Градчанах. В своей речи он заявил, что «Мария Терезия — единственная женщина, когда-либо восседавшая на чешском престоле, и поэтому заслуживает такого памятника». Статуя обошлась муниципалитету почти в четыре миллиона крон.
18 апреля 2018 года, подал заявление на возбуждение уголовного дела против самого себя. К этому поступку он заявил: «Как только мы в 2016 году утвердили в муниципалитете расторжение невыгодного договора, по которому Прага 6 сдала Поликлинику «под Марьянкой» в аренду частному лицу, нас раскритиковали за то, что расторжение было плохо выполнено, что мы выплатили отступные без повода, но они были рассчитаны путем тщательной проверки компанией Ernst & Young и так далее».
Широкой общественности стал известен после инициативы установки информационной доски к памятнику советскому маршалу Ивану Коневу, который, помимо его заслуг в освобождении значительной части Богемии от немецкой оккупации, также отмечает его участие в подавлении венгерского восстания в 1956 году и его предполагаемое патронаж разведывательной деятельности перед вторжением в Чехословакию войск Варшавского договора в 1968 году. Послы России, Белоруссии, Армении, Азербайджана и Казахстана выступили против установки доски. По данным посольства России в Праге, Конев не принимал участия во вторжении в 1968 году и в силу возраста уже оставил руководящие посты в вооружённых силах СССР.
На муниципальных выборах в 2018 году возглавил коалицию «KLID» (в которую вошли TOP 09 и KDU-ČSL) и привёл её к победе на выборах. Был переизбран муниципальным депутатом и вновь был избран мэром Праги 6.
В августе 2019 года он заявил, что сочувствует вандалам, которые красили и обливали красной краской памятник маршалу Коневу, и не разрешит очистить статую районным службам. Также заявил, что за попыткой счистить краску и убрать вандальские надписи с памятника «стоят какие-то российские тролли, услышавшие призыв российского посольства». В сентябре 2019 года муниципальное собрание Праги 6 постановило убрать статую, что и произошло 3 апреля 2020 года Памятник был снят с постамента и передан в хранилище.
На партийном съезде в ноябре 2019 года был избран в президиум партии, повторно был избран на съезде в ноябре 2021 года.
На парламентских выборах в октябре 2021 года, был на 4 месте избирательного списка коалиции «SPOLU» (ODS, TOP 09 и KDU-ČSL). Набрал 27 259 преференциальных голосов и был избран депутатом Палаты депутатов. После избрания стал заместителем председателя комитета по европейским делам палаты и членом конституционно-правового комитета.
На муниципальных выборах в 2022 году, был на третьем месте партийного списка, однако благодаря преференциальным голосам оказался на первом месте списка. Был переизбран депутатом, однако партия решила не заключать правящую коалицию и уйти в оппозицию. Новым главой муниципалитета стал Якуб Старек из ODS. С ноября 2022 по ноябрь 2023 года был оппозиционный депутатом, после чего ушёл в отставку и передал свой мандат Томашу Мандлику.
В декабре 2023 года был утвержден исполнительным комитетом партии в качестве кандидата на выборах в Европарламент в 2024 году Был на шестом месте избирательного списка коалиции SPOLU. Получил 31 623 преференциальных голосов и был избран депутатом Европейского парламента.